# Кобаясі Тадао
Кобаясі Тадао (яп. 小林 忠生, нар. 7 липня 1930, Канаґава —) — японський футболіст, що грав на позиції нападника.

## Клубна кар'єра
Грав за університетську команду Keio BRB.

## Виступи за збірну
У 1956 році провів три гри у складі національної збірної Японії. Був учасником футбольного турніру на Олімпійських іграх 1956 року.